# Christoph Tinctorius
Christoph Tinctorius (auch Färber, Maler; * 7. November 1604 in Drengfurth; † 13. April 1662 in Königsberg (Preußen)) war ein deutscher Mediziner.

## Leben
Tinctorius stammte aus einem fränkischen Pfarrergeschlecht. Sein Großvater Matthias Tinctorius war Doktor der Theologie und Pfarrer und Superintendent in Kitzingen. Christoph selbst war der Sohn des Pastors in Degenfurt Philipp Tinctorius und dessen seit 1592 angetrauten Ehefrau Ursula, Tochter des Pfarrers in Friedland/Preußen Erasmus Landenberg. Am 27. Juni 1621 wurde er an der Universität Königsberg immatrikuliert. Er hatte dort philosophische sowie medizinische Studien absolviert und am 15. April 1632 den akademischen Grad eines Magisters der Philosophie erworben.
Danach begab er sich auf eine Bildungsreise, die ihn in die Niederlande, nach Frankreich und England führten. Im Juni 1635 war er an der Universität Basel angelangt, wo er am 22. Juli 1635 die Disputation De convulsione proprie sic dicta verteidigte und daraufhin am 22. Juli zum Doktor der Medizin promoviert wurde. Zurückgekehrt nach Königsberg, wurde er 1635 zum dritten ordentlichen Professor an der medizinischen Fakultät berufen, welches Amt er am 12. Januar 1636 antrat. Noch im selben Jahr übernahm er die zweite ordentliche Professur und wurde 1654 erster ordentlicher Professor der Medizin in Königsberg. Damit verbunden wurde er königlich polnisch und schwedischer Hofarzt sowie kurfürstlich brandenburgischer Rat und Leibarzt.
Er war auch Mitglied der Kürbishütte, des ostpreußischen Dichterkreises um Simon Dach. Als Mediziner ist er gegen die Scharlatane in den medizinischen Wissenschaftsgebieten seiner Zeit aufgetreten und hatte sich vor allem an der Entwicklung der Arzneiwissenschaft beteiligt. Er hatte sich auch an den organisatorischen Aufgaben der Königsberger Hochschule beteiligt. So war er im Sommersemester 1654 und in den Wintersemestern 1637/38, 1641/42, 1645/46, 1649/50 sowie 1659/60 Rektor der Alma Mater.

## Familie
Tinctorius war zwei Mal verheiratet.
Seine erste Ehe schloss er am 11. August 1636 mit Maria (* 27. August 1612; † 15. August 1652), Tochter des Ratsherrn in Kneiphof Christoph Schürlein (3. November 1565; † 12. Januar 1628) und Sophia Rösenkirch, die Tochter des Kneiphofer Bürgermeisters Peter Rösenkirch und dessen Frau Sophia Schultz.
Seine zweite Ehe ging er am 19. August 1653 mit Regina (* 15. November 1619; † 16. März 1662), Tochter des Ratsherrn in Kneiphof Johann Schimmelpfennig und Witwe des königlich polnischen Sekretärs Sigismund Scharf von Werth, ein.
Aus der ersten Ehe
- Sohn Christoph Tinctorius (1666 mündig)
- Sohn Johann Tinctorius (1666 mündig)
- Sohn Friedrich Tinctorius (* 5. März 1640; † 4. Juni 1640)
- Sohn Theodor Tinctorius (* 17. August 1643; † 26. März 1645)
- Tochter Maria Carola Tinctorius (* 21. April 1646; † 30. Januar 1647)
- Sohn Reinhold Tinctorius (1666 unmündig)
- Sohn Friedrich Philipp Tinctorius (1666 unmündig)
- Tochter Maria Tinctorius (* 15. September 1651; † 3. Oktober 1652)
- Anna Katharina Tinctorius (* 11. Juni 1650; † 21. Juli 1653)
- Sohn Gottfried Tinctorius (* 27. Februar 1655-Sept. 1664)
- Luise Tinctorius († 1724) verh. Mit I. Ludwig Schimmelpfennig (siehe oben) II. Baron von Dühren, Oberst; III Joachim Heinrich Truchseß zu Waldburg, Generalleutnant Hauptmann in Angerburg, auf Langheim und Condehnen (* 23. April 1649; † 23. März 1718) ohne Kinder
- Tochter NN. Tinctorius (lebte 1662)

## Werke (Auswahl)
als Präses
- Gregorius Janichius: Adiuvante Numine De Natura Febrium Putridarum Universali. Königsberg 1637
- Johann Beckher: De Fabrica & Usu Auris Humanae. Königsberg 1639
- Bernhard Foss: De Calido Innato. Königsberg 1640
- Georg Martini: De Affectu Hypochondriaco. Königsberg 1644
- Henricus Preusmann: De Causis Morborum Genere. Königsberg 1645
- Johann Georg Straßburg: Decadem Medicamentorum Compositorum Officinalium. Königsberg 1648
- Johann Georg Straßburg: De affectu illo, qui in Regiomon. Academia in Studiosos communi communis convictorii victu utentes saeviit. Königsberg 1649
- Heinrich Bussenius: De Apoplexia. Königsberg 1659
- Johann Andreas Gruba: De Casum laborantis Febre Cum Angina. Königsberg 1653
- Christoph Lohen: De fibre ephemera.
- Johann Michaelis: De peripneumonia.
- Daniel Beckher der Jüngere: De convulsionibus.
- Georg Reiche: Disputatio anatomica de fabrica et usu nasi humanae. 1640.

noch nicht zuzuordnen
- De Febre maligna. Königsberg 1641.
- De medicamento universali sive Chymicorum Panacea. Königsberg 1661.
- De Artritide.
- De epilepsia.
- De fibre putrida.
- De naso.
- De affectu ischiadico.
- De natura tempamenti.
- De tertiana intermittente cum insultibus epilepticis periodicis.